# Cincinnati
Cincinnati je mesto v ameriški zvezni državi Ohio in sedež okrožja Hamilton v upravni delitvi te države. Stoji ob sotočju rek Licking in Ohio, slednja je na tem mestu tudi mejna reka s Kentuckyjem. S približno 300.000 prebivalci (po oceni leta 2019) je tretje največje mesto v Ohiu, v širšem velemestnem območju, ki obsega tudi okrožja v sosednjih Kentuckyju in Indiani, pa živi prek dva milijona ljudi, s čimer je največje urbano območje v Ohiu.
Znano je kot gospodarsko in kulturno središče regije z raznolikim proizvodnim in storitvenim sektorjem, velikim pristaniščem za pretovarjanje premoga in bližino mednarodnega letališča. V Cincinnatiju delujejo ena najstarejših opernih hiš v državi, simfonični orkester in več visokošolskih ustanov na čelu z mestno univerzo.
Prvi potomci evropskih naseljencev so se na območju današnjega Cincinnatija ustalili leta 1788, naslednje leto je bila tu zgrajena utrdba Fort Washington. V zgodnjem 19. stoletju je postal pomemben kot rečno pristanišče in pridobil vzdevek »Porkopolis« zaradi živahne dejavnosti pakiranja svinjine. V letih pred ameriško državljansko vojno se je v njem naselilo večje število nemških in irskih priseljencev. Zgodovinsko je bilo povezano z jugom, po vojni pa je hitro raslo kot križišče trgovskih poti med severom in jugom. Leta 1937 je nižje ležeče predele uničila hujša poplava, zaradi katere so zgradili protipoplavne pregrade. Od 20. stoletja je opazen porast deleža črnskega prebivalstva in trend preseljevanja iz ožjega mestnega območja v predmestja.
V Cincinnatiju se je rodil 27. ameriški predsednik William Howard Taft, ki mu je posvečena javna umetniška zbirka. Za javnost je odprta tudi hiša Harriet Beecher Stowe, ki je tu živela nekaj časa.